# St. Peter und Paul (Markkleeberg)

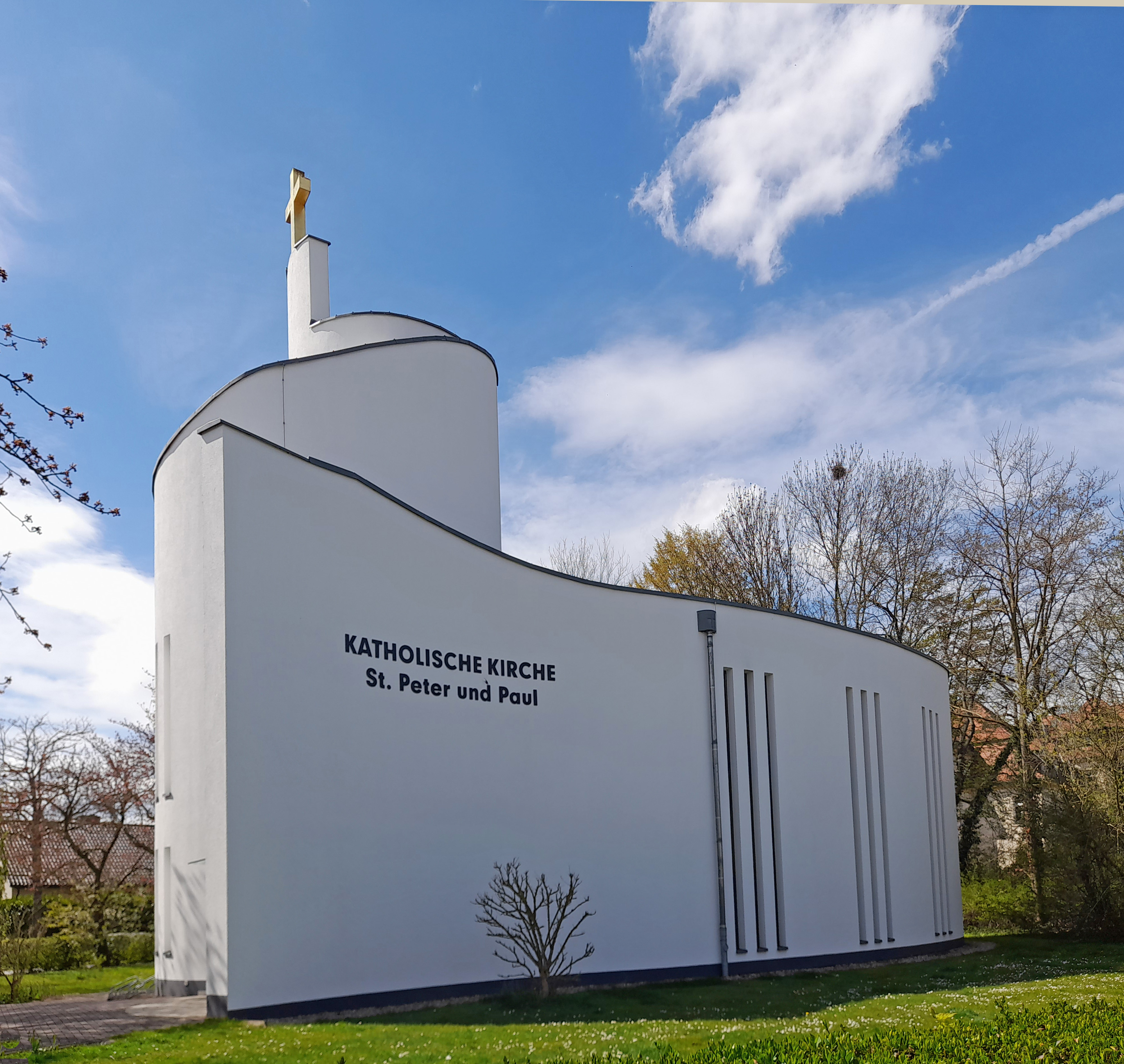
St. Peter und Paul, Südseite (2025)

St. Peter und Paul ist der Name der römisch-katholischen Kirche in der Großen Kreisstadt Markkleeberg im Landkreis Leipzig in Sachsen. Sie gehört zur Pfarrei St. Bonifatius Leipzig-Süd im Dekanat Leipzig des Bistums Dresden-Meißen.

## Geschichte
Vor dem Zweiten Weltkrieg lebten etwa 15 katholische Familien in Markkleeberg. 1942 fand der erste katholische Gottesdienst im evangelischen Pfarrsaal statt, ab 1947 dann regelmäßig im evangelischen Gemeindesaal, betreut von der Pfarrei St. Bonifatius in Leipzig-Connewitz. Am 1. Januar 1973 wurde die Pfarrvikarie St. Peter und Paul gegründet. Im Namen sollte die gleichnamige, dem Braunkohlenbergbau zum Opfer gefallene historische Kirche im benachbarten Cröbern symbolisch weiterleben. 1979 erfolgte mit Hilfe eines Kirchenbauprogramms in der DDR und des Architekten Lothar Gonschor der Umbau des angemieteten evangelischen Pfarrsaals zur Kapelle St. Peter und Paul, die am 4. Adventssonntag 1979 durch Weihbischof Georg Weinhold geweiht wurde. 1982 wurde die Pfarrvikarie zur Pfarrei erhoben. Diese betreute später auch die Gemeinden Christus König in Böhlen, Heilig Geist in Zwenkau und St. Hedwig in Pegau.
Nach der deutschen Wiedervereinigung entstanden neue Wohngebiete und die Zahl der Markkleeberger katholischen Gemeindemitglieder wuchs, 1998 auf 880. Deshalb wurde ab 1996 über einen Kirchenneubau beraten. Nachdem sich 1998 ein nach einem Architektenwettbewerb bereits genehmigter Bau auf dem kircheneigenen Grundstück wegen hohen Grundwasserstandes nicht realisieren ließ, verkaufte die Stadt Markkleeberg 1999 Bauland auf dem Dietrich-Bonhoeffer-Platz an die Kirche. Am 15. Juni 2000 begannen die Bauarbeiten, und am 31. März 2001 wurde die Kirche durch Bischof Joachim Reinelt geweiht.
2019 wurde die Pfarrei St. Peter und Paul Markkleeberg einschließlich der von ihr betreuten Gemeinden mit der Pfarrei St. Bonifatius Leipzig zur Pfarrei St. Bonifatius Leipzig-Süd vereint.

## Lage und Architektur
Die Kirche St. Peter und Paul steht auf dem Dietrich-Bonhoeffer-Platz, einem spitzwinkligen, von Bäumen bestandenen Dreieck, das von der Pater-Kolbe-, der Friedrich-Ebert- und der Parkstraße eingeschlossen wird. Der Baukörper besitzt einen ellipsenähnlichen Grundriss, dessen Hauptachse auf die Platzachse ausgerichtet ist, die um etwa 25 Grad von der Nord-Süd-Richtung nach Nordwesten abweicht. Die Länge des Bauwerks beträgt 26 Meter, seine Breite in der Mitte 13 Meter.

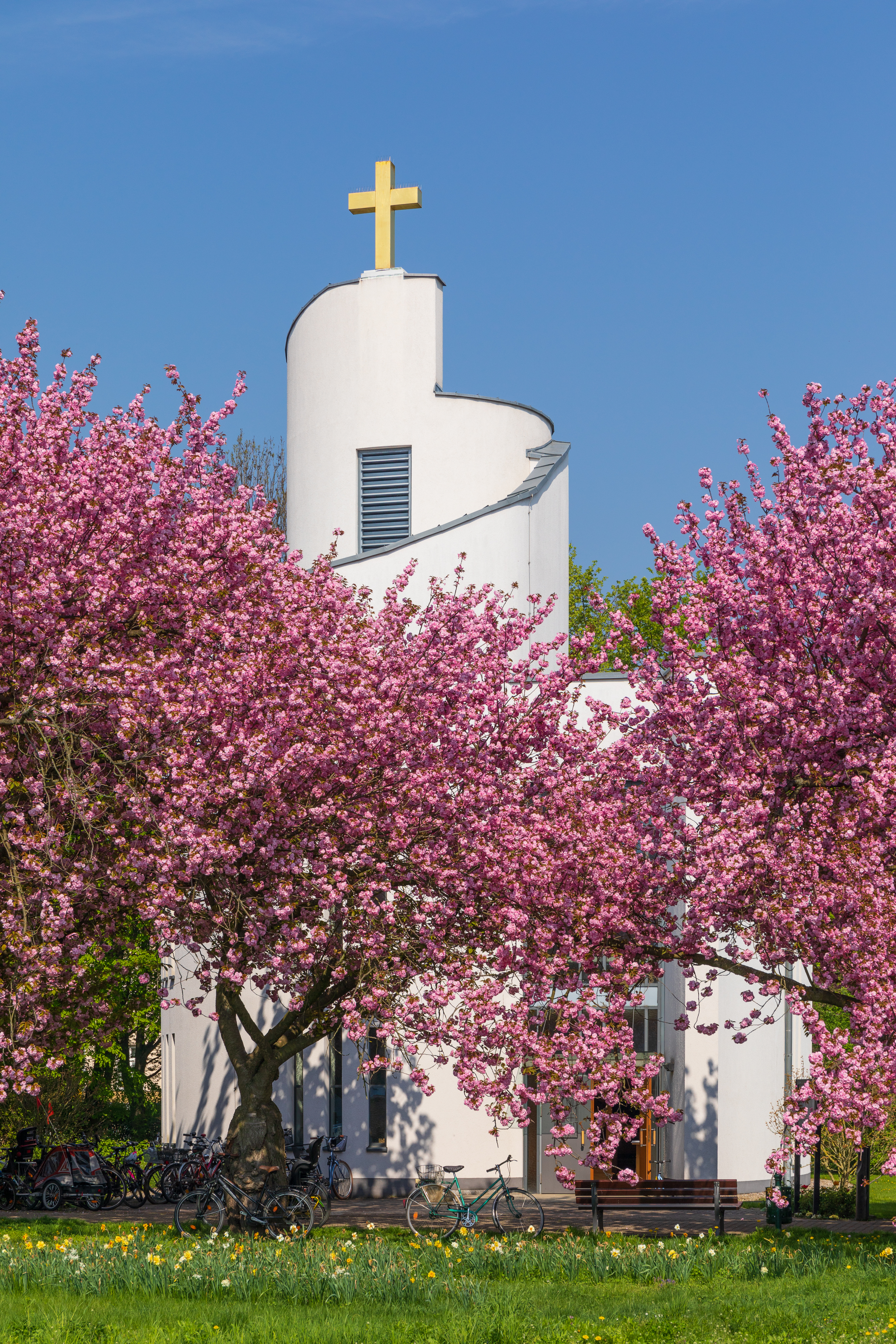
Der Turm als Schriftrolle (2018)

Die westliche Wand windet sich an der Südseite zu einem Turm auf, der einer Schriftrolle ähnelt und von einem goldenen Kreuz bekrönt wird. Die östliche Wand mündet in den Eingangsbereich. Die Wände werden von hohen, schmalen Fenstern durchsetzt.
Der Innenraum besitzt eine hölzerne Flachdecke. Der Altarbereich am Nordende ist durch zwei Stufen leicht erhöht. Neben dem Eingang scheint der Turm als Zylinder bis in den Kirchenraum durchgezogen zu sein und enthält den Zugang zur Empore mit der Orgel.

## Ausstattung
Die Kirche ist schlicht ausgestattet. Am auffälligsten sind die Farbeffekte, die durch das verschiedenfarbige Glas in den schmalen Fenstern entstehen. Altar und Ambo stammen von dem Leipziger Bildhauer Markus Gläser (* 1960). Der Unterbau der Altarplatte symbolisiert in einem Steinguss die versteinerten Bäume des ehemals nahen Tagebaus. Am Ambo ist ein (nachdenklicher oder gelangweilter?) Zuhörer dargestellt.
Auf dem hinter dem Altar in die Wand eingelassenen Tabernakel sind die namensgebenden Apostel Petrus und Paulus als Kupfertreibarbeit dargestellt. Neben dem Tabernakel brennt das Ewige Licht, und über ihm hängt ein Kruzifix. Der historische Taufstein stammt aus einer Abrisskirche des ehemaligen Tagebaugebietes, vermutlich Hain. Zwei Madonnenstatuen vervollständigen die Ausstattung. Der Kirchturm enthält drei Glocken.

## Orgel
Die Kirche ist mit einer digitalen Orgel vom Typ Hymnus IV-2 der Firma Ahlborn mit 27 Registern auf zwei Manualen und Pedal ausgestattet. Der Ton wird über eine achtkanalige Lautsprecheranlage wiedergegeben. Das Instrument besitzt folgende Disposition.
| I Hauptwerk C–c4 |     |
| Bordun           | 16′ |
| Prinzipal        | 08′ |
| Rohrflöte        | 08′ |
| Oktave           | 04′ |
| Spitzflöte       | 04′ |
| Superoktave      | 02′ |
| Sesquialtera II  |     |
| Mixtur IV        |     |
| Trompete         | 08′ |

| II Schwellwerk C–c4 |        |
| Gedackt             | 08′    |
| Gambe               | 08′    |
| Vox Celeste         | 08′    |
| Prinzipal           | 04′    |
| Gemshorn            | 04′    |
| Nasat               | 2 ⁄3′  |
| Waldflöte           | 02′    |
| Terz                | 1 3⁄5′ |
| Scharff III         |        |
| Oboe                | 08′    |
| Tremulant           |        |

| Pedal C–f1    |     |
| Prinzipalbass | 16′ |
| Subbass       | 16′ |
| Oktavbass     | 08′ |
| Gedackt       | 08′ |
| Oktave        | 04′ |
| Mixtur IV     |     |
| Fagott        | 16′ |
| Regal         | 04′ |

- Koppeln: II/I, I/P, II/P
- Spielhilfe: 5 freie und 3 feste Kombinationen, Schweller (II)

## Geläut
Das Geläut besteht aus drei Kirchenglocken mit den Nominalen c, es und f. Sie haben untere Durchmesser von 782, 670 und 600 Millimeter und wiegen 290, 188 sowie 132 Kilogramm. Ihre Finanzierung wurde im Jahr 2001 von der Kultur- und Umweltstiftung Leipzig mit 15.492,14 Euro gefördert.